# Siseme pedias
Siseme pedias is een vlindersoort uit de familie van de prachtvlinders (Riodinidae), onderfamilie Riodininae.
Siseme pedias werd in 1903 beschreven door Godman.